# Здание администрации Саратова

Здание в 2014 году

Здание администрации Саратова — достопримечательность Саратова. Находится на Первомайской улице на углу улицы Радищева в Волжском районе города. Является памятником градостроительства и архитектуры регионального значения.

## История
Здание, в котором в настоящее время размещается Саратовская городская администрация, было построено в 1867 г. купцом И. Г. Кузнецовым и использовалось как доходный дом. На первом этаже доходного дома помещения арендовались разными магазинами, а на втором и третьем этажах с 1874 года располагались номера гостиницы «Европейской», которая в 1878 г. получила название «Татарской». В период 1907—1914 гг. помещения гостиницы арендовались 2-й Министерской женской гимназии А. Д. Куфельд.
Самым крупным арендатором торговых площадей доходного дома являлся предприниматель Ф. Сорокин. Его дело было куплено купцом первой гильдии А. И. Бендером, который в 1911 г. приобрёл в собственность и этот дом. Поэтому второе название этого здания — «Торговый дом Бендера», о чём напоминает табличка на стене.
По заказу А. И. Бендера архитектор В. К. Карпенко в 1912 году реконструировал здание, после чего оно приобрело нынешний вид. Фасад здания украшен по проекту скульптора Н. Волконского, а известную скульптуру льва на обмотанном сарпинкой земном шаре, олицетворяющую финансовую империю купца («Андрей Бендер и сыновья»), создал В. К. Фёдоров в соответствии с пожеланием А. И. Бендера.
После Октябрьской Революции доходный дом был конфискован и национализирован. В 1920-х гг. в здании располагалось общежитие, а с 1930-х гг. оно было передано государственным учреждениям: Совету народных депутатов и исполкому Горсовета. Ныне в этом здании располагается городская администрация Саратова.

## Андрей Бендер и Остап Бендер
Об Андрее Ивановиче Бендере ходила легенда: он приехал в Саратов из Бальцера (Красноармейск) в возрасте 28 лет и у него уже был первоначальный капитал. Откуда он у него появился — доподлинно неизвестно, но по легенде Андрей Иванович раньше, до окончательного переезда в Саратов, был каким-то служащим. Ему поручили перевести из Бальцера в Саратов некоторую сумму денег. Через неделю Бендер вернулся домой и сказал, что отвести деньги он не смог, так как по пути на него напали. Самое интересное, что никаких проверок данного факта почему-то не проводилось.
Некоторые исследователи творчества Ильфа и Петрова полагают, что на основе этих легенд и родилась фамилия у самого известного их персонажа. Илья Ильф побывал в Саратове в начале августа 1925 года. Как журналист газеты «Гудок» он освещал тираж IV крестьянского выигрышного займа, который проводился на агитационном пароходе «Герцен», и объехал многие города Поволжья, включая и Саратов.

## Фотогалерея

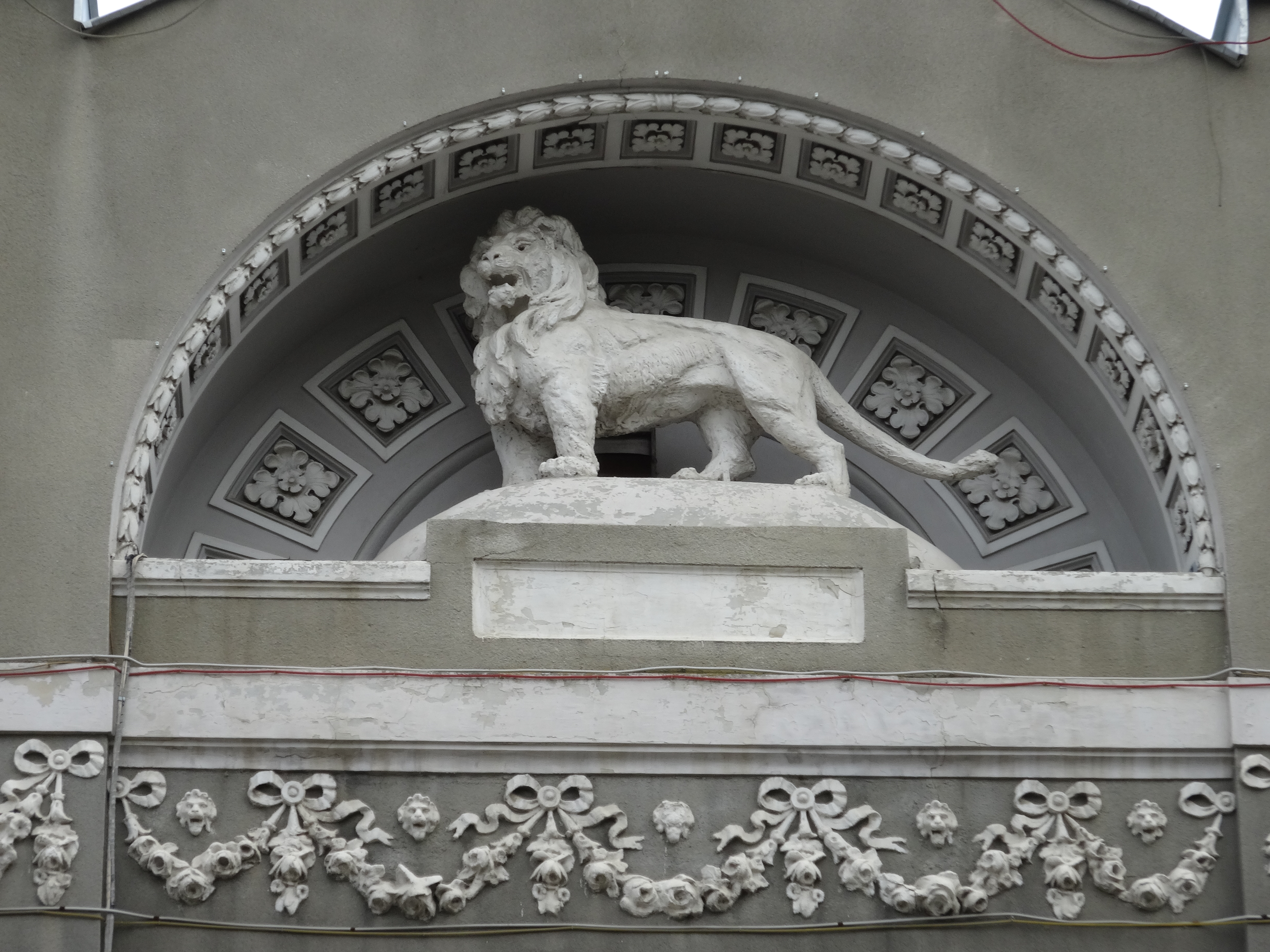
Лев со здания Дома Бендера А.И.
- Дом Бендера — скульптуры над входом
- Дом Бендера — табличка